# Orle-Hütte

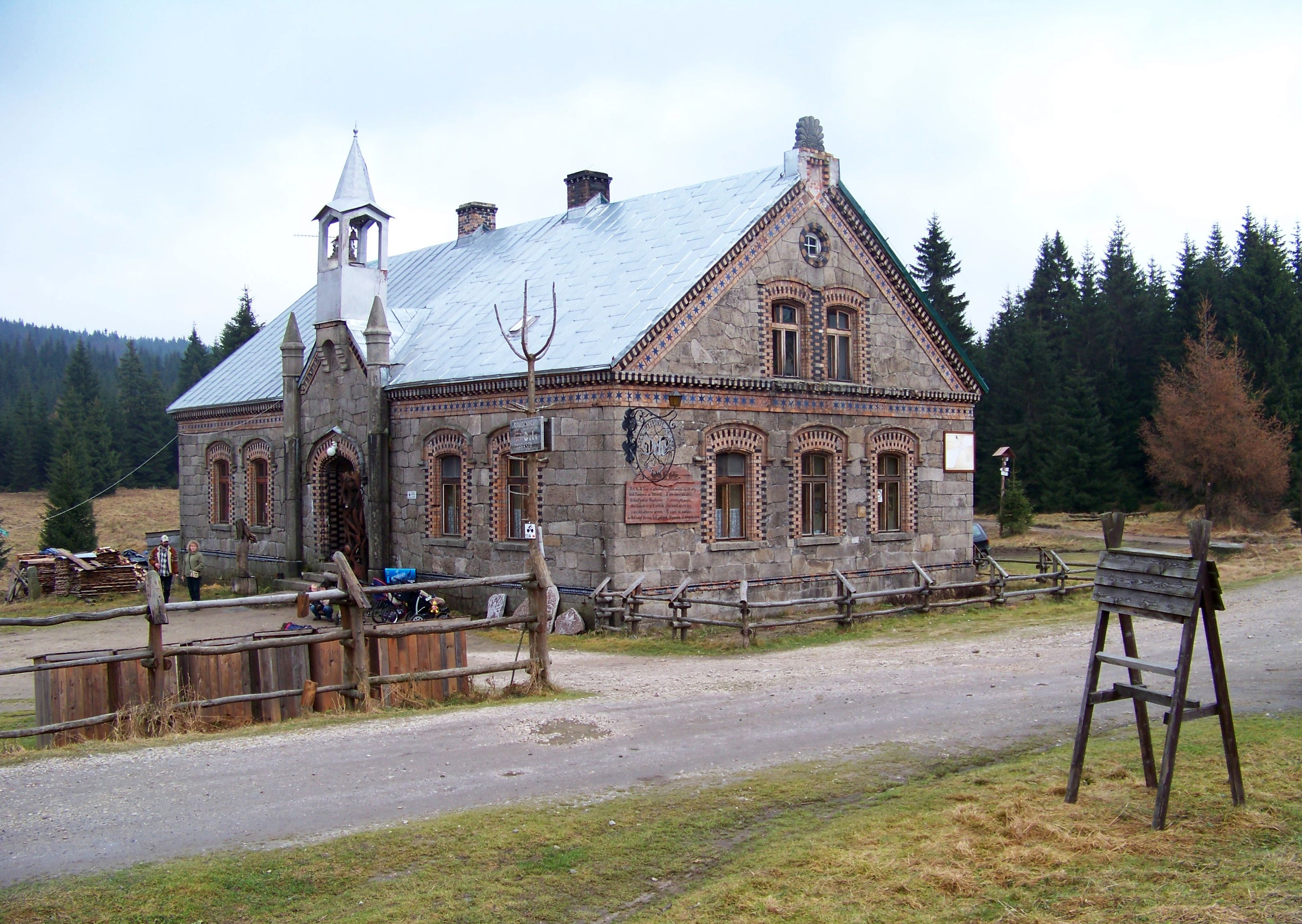
Im Sommer

Die Orle-Hütte (polnisch Schronisko Turystyczne „Orle“) liegt auf einer Höhe von 840 m n.p.m. in der Wüstung Orle (Karlsthal) in Polen im Isergebirge, einem Gebirgszug der Sudeten, auf dem Granicznik.

## Geschichte
Die Hütte wurde 1754 in der Glasmachersiedlung Karlsthal als Forsthaus errichtet. Sie wird privat betrieben. In der Hütte befindet sich ein kleines Glashüttenmuseum zur Geschichte der Siedlung Karlsthal.

## Zugänge
Die Hütte ist über mehrere markierte Wanderwege erreichbar. 

## Touren

### Gipfel
- Wysoka Kopa (1126 m n.p.m.)